# Allopachria wangi
Allopachria wangi là một loài bọ cánh cứng trong họ Bọ nước. Loài này được Wewalka & Nilsson miêu tả khoa học năm 1994.